# 27450 Monzon
27450 Monzon è un asteroide della fascia principale. Scoperto nel 2000, presenta un'orbita caratterizzata da un semiasse maggiore pari a 2,6726991 UA e da un'eccentricità di 0,0472411, inclinata di 1,49766° rispetto all'eclittica.